# Numb (película de 2007)
Numb es una película estadounidense dramática de 2007 escrita y también dirigida por Harris Goldberg. De acuerdo a una entrevista con Goldberg en el bonus del DVD, estuvo inspirado en escribir el guion por su propia experiencia combatiendo el trastorno de despersonalización y depresión clínica.

## Trama
Cuando el exitoso Hudson Milbank desciende en un ambiente extraño en que se siente separado del mundo alrededor de él es incapaz de conectarse con su entorno, ya sea física o emocionalmente, él lo atribuye a una noche de exceso de consumo de cannabis. Su compañero Tom está perturbado por el cambio repentino en el comportamiento de Hudson y le insta a buscar ayuda psiquiátrica.
El Dr. Townsend le diagnostica su condición como trastorno de despersonalización y le prescribe varios medicamentos, y cuando nada parece ayudarlo, Hudson consulta al Dr. Richmond, que también ve drogas como la solución.
Hudson conoce a Sara, una hermosa mujer que lo encuentra atractivo y atrayendo y decide presentarlo a las experiencias positivas y convincentes. También tratando de ayudarlo su otra psiquiatra, la Dr. Blaine, que inicialmente se resiste a sus avances pero en última instancia tiene un romance con él antes de revelar que tiene varios problemas por su cuenta que requieren atención.

## Producción
La película fue filmada en Vancouver y otras localizaciones en Columbia Británica como Lower Mainland, incluyendo Coquitlam, Port Coquitlam, Maple Ridge, Pitt Meadows, y Langley.

## Banda sonora
La música fue compuesta por Ryan Shore. La banda sonora incluye canciones por The Dandy Warhols, Ivy, Iron & Wine, Elliott Smit, Blondie, y Doves.
Banda sonora original
1. Ryan Shore – "Numb" 1:48
2. Ryan Shore – "Sara" 2:25
3. Ryan Shore – "Childhood" 1:24
4. Ryan Shore – "Anti-Psychotic" 2:15
5. Ryan Shore – "Cafe" 0:50
6. Ryan Shore – "Chasing Sara" 2:36
7. Ryan Shore – "Hospital Testing" 0:55
8. Ryan Shore – "Winding the Watch" 1:49
9. Ryan Shore – "Dad" 0:58
10. Ryan Shore – "Jail" 1:55

Banda sonora en títulos
1. The Dandy Warhols – "Cool Scene"
2. Ivy – "Edge Of The Ocean (Duotone mix)"
3. Ryan Shore – "Libman"
4. The Dandy Warhols – "Get Off"
5. Ivy – "Thinking About You"
6. Iron & Wine – "Naked As We Came"
7. Ryan Shore – "Sally's Gift"
8. Elliott Smith – "Say Yes"
9. Iron & Wine – "Each Coming Night"
10. The Doves – "Caught By The River"
11. Blondie – "Rapture"
12. The Dandy Warhols – "Bohemian Like You"
13. The Dandy Warhols – "Godless"
14. Elliott Smith – "Wouldn't Mama Be Proud"
15. Ryan Shore – "Numb"

La película se estrenó en el Festival de cine de Tribeca y fue mostrada en varios otros festivales, incluyendo Marché du Film, el Festival de Cine de Austin, el Festival Internacional de Cine de Palm Springs, y el Festival Internacional de Cine de Sedona, antes de ir a un lanzamiento en cines en Canadá el 18 de abril de 2008. El DVD fue lanzado en los Estados Unidos el 13 de mayo.

## Elenco
- Matthew Perry como Hudson Milbank.
- Lynn Collins como Sara.
- Kevin Pollak como Tom.
- Mary Steenburgen como Dr. Blaine
- Helen Shaver como Audrey Milbank.
- William B. Davis como Peter Milbank.
- Brian George como Dr. Richmond
- Bob Gunton como Dr. Townsend
- Keegan Connor Tracy como Enfermera del Hospital Mt. Sinai

## Premios y nominaciones
Harris Goldberg ganó el Premio Gen Art Chicago Audience en el Festival de Cine de Gen Art, y Ryan Shore fue galardonado por Mejor Logro en Música de Cine en el Festival Internacional de Música de Park City.